# Hans Reicher
Johannes (Hans) Reicher (Berlin-Niederschönhausen, 2 juli 1895 - Amsterdam, 30 januari 1963) was een Duits-Nederlandse beeldhouwer.

## Leven en werk
Reicher volgde een opleiding aan de Hochschule für Bildende Künste in Berlijn. Hij vestigde zich begin 20e eeuw in Nederland, waar hij woonde en werkte in Den Haag en vanaf 1937 in Amsterdam, waar hij docent werd aan de Hendrick de Keyzerschool. Hij woonde enige tijd bij beeldhouwer Hubert van Lith. Na de Tweede Wereldoorlog creëerde hij onder andere een aantal oorlogsmonumenten. Hij maakte figuratief werk.

## Werken (selectie)
- 1948 Oorlogsmonument, Voorstraat in Bad Nieuweschans
- 1951 Knielende man, Messchaertstraat 1, Amsterdam Oud-Zuid
- 1962 Vrede, Radioweg, Watergraafsmeer
- De Fakkeldrager, Dintelstraat 15, Amsterdam

- Biografisch Portaal: 08905910
- RKD-Nederlands Instituut voor Kunstgeschiedenis: 66044